# Демидов, Акинфий Никитич

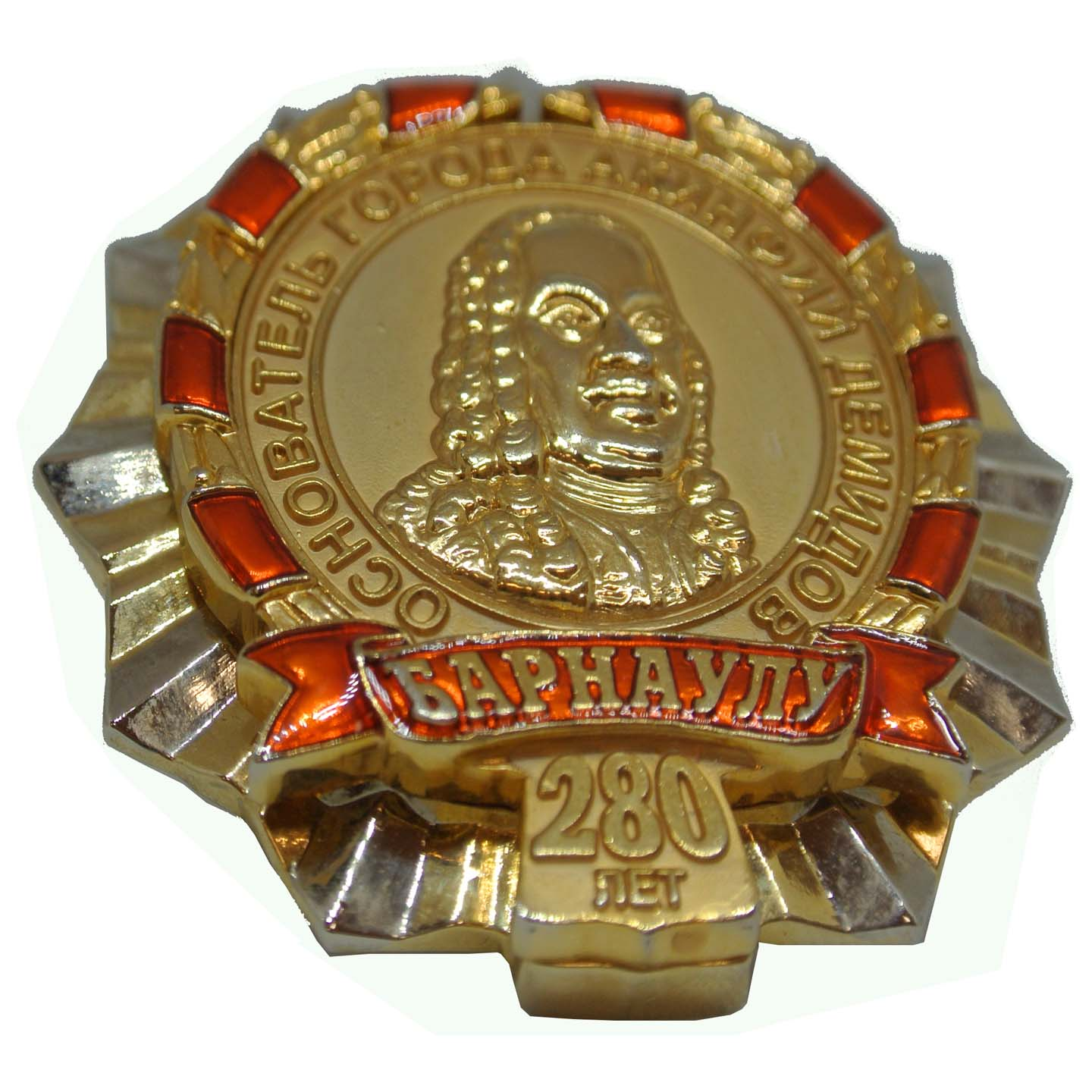
Орден с бюстом Акинфия

Аки́нфий Ники́тич Деми́дов (1678, Тула, Московское царство — 5 [16] августа 1745, близ села Яцкое Устье, Мензелинский уезд, Оренбургская губерния, Российская империя) — русский предприниматель из династии Демидовых, сын Никиты Демидова, основатель горнозаводской промышленности на Урале и в Сибири.

## Биография
Участвовал в строительстве и управлении уральскими заводами ещё при жизни отца. Унаследовал от него деловую хватку, был глубоким знатоком горнозаводского хозяйства, предприимчивым деятелем, умевшим ловко маневрировать среди придворных вельмож и добиваться для себя исключительных привилегий, в том числе чина действительного статского советника.
Продолжал развивать инфраструктуру между своими заводами, расчищать речные пути, прокладывать дороги. Строил заводы, в три раза расширив владения Демидовых. Основывая новые предприятия, он преследовал не только личные, но и государственные и общенародные интересы. Так, первая в России косная фабрика на Среднем Урале была построена им «для славы Российской империи и всенародной пользы». Помимо традиционных железа, чугуна и меди, он начал добычу и обработку малахита и магнита, а также асбеста, или горного льна.
Хотя он построил семнадцать железных и медеплавильных предприятий, его главным делом был Нижнетагильский завод, оборудование которого соответствовало лучшим русским и западноевропейским образцам. Это предприятие существует и сегодня. В 1725 году здесь была пущена первая домна, в то время крупнейшая в мире. В целях повышения доходности предприятия и борьбы с мелкими промысловиками, Демидов предпринял небезуспешные действия по монополизации добычи руды.
С открытием на Алтае полиметаллических руд Акинфий Демидов получил разрешение и монопольное право на строительство здесь рудников и заводов. Он основал несколько поселений по глухим местам вплоть до Колывани, и в 1729 году Колывано-Воскресенский завод на реке Локтевке выдал первый металл. В 1740—1744 годах был построен Барнаульский сереброплавильный завод, хорошо оборудованный для того времени.
Добыча меди не давала много прибыли, так как расходы на производство и транспортировку были слишком велики. Но Демидов открыл знаменитые алтайские рудники, где добывали золото и серебро. Его люди нашли серебряную руду в 1736 году. Несколько лет месторождения разрабатывали тайно, не извещая об этом правительство. По некоторым сведениям, на Алтае у Демидова были секретные мастерские, где чеканились золотые и серебряные монеты.
Рудная пирамида из коллекции Акинфия Демидова 1728 года в Нижнетагильском историко-краеведческом музее

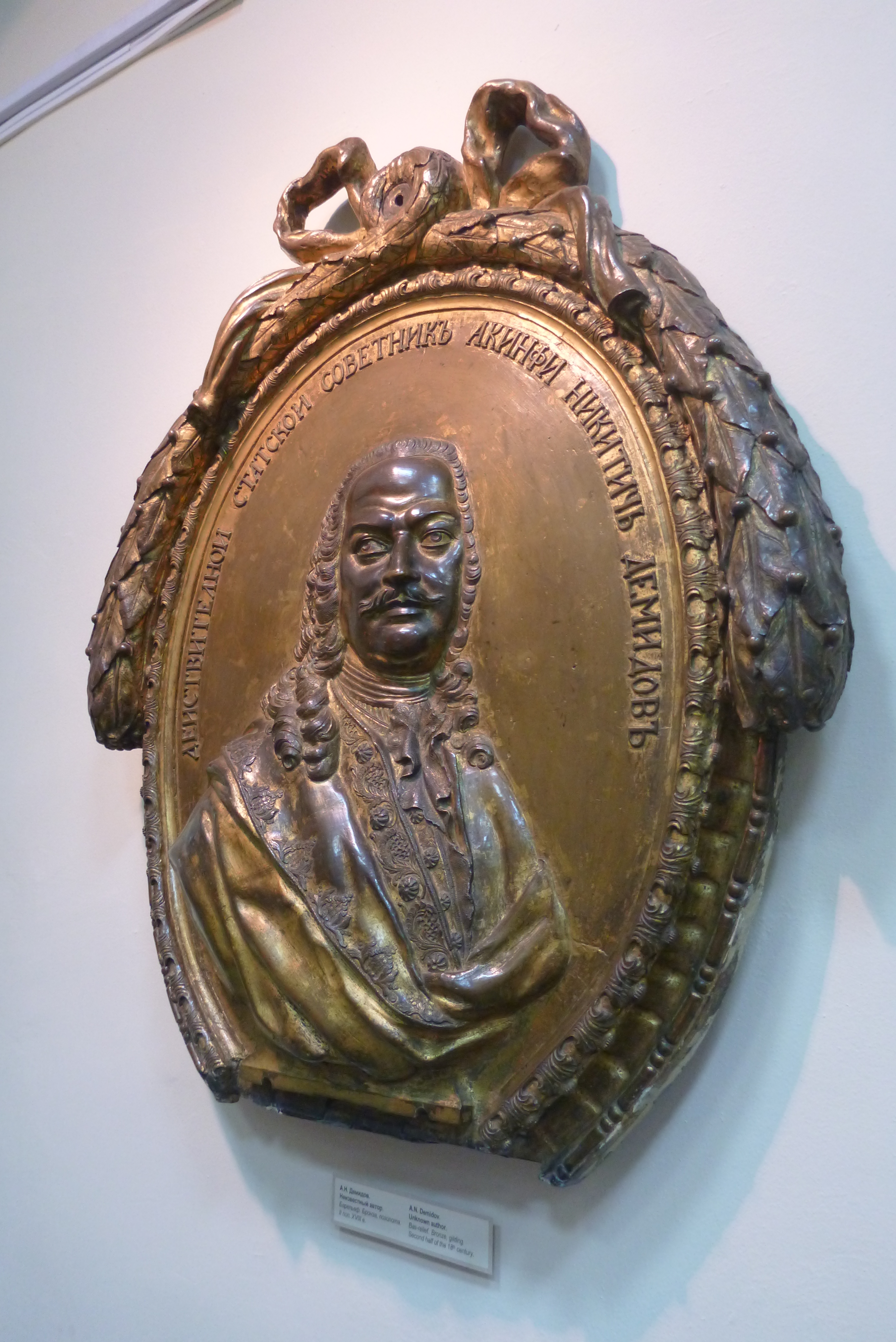
Бронзовый барельеф Акинфия Демидова XVIII века. Музей-заповедник «Горнозаводской Урал»

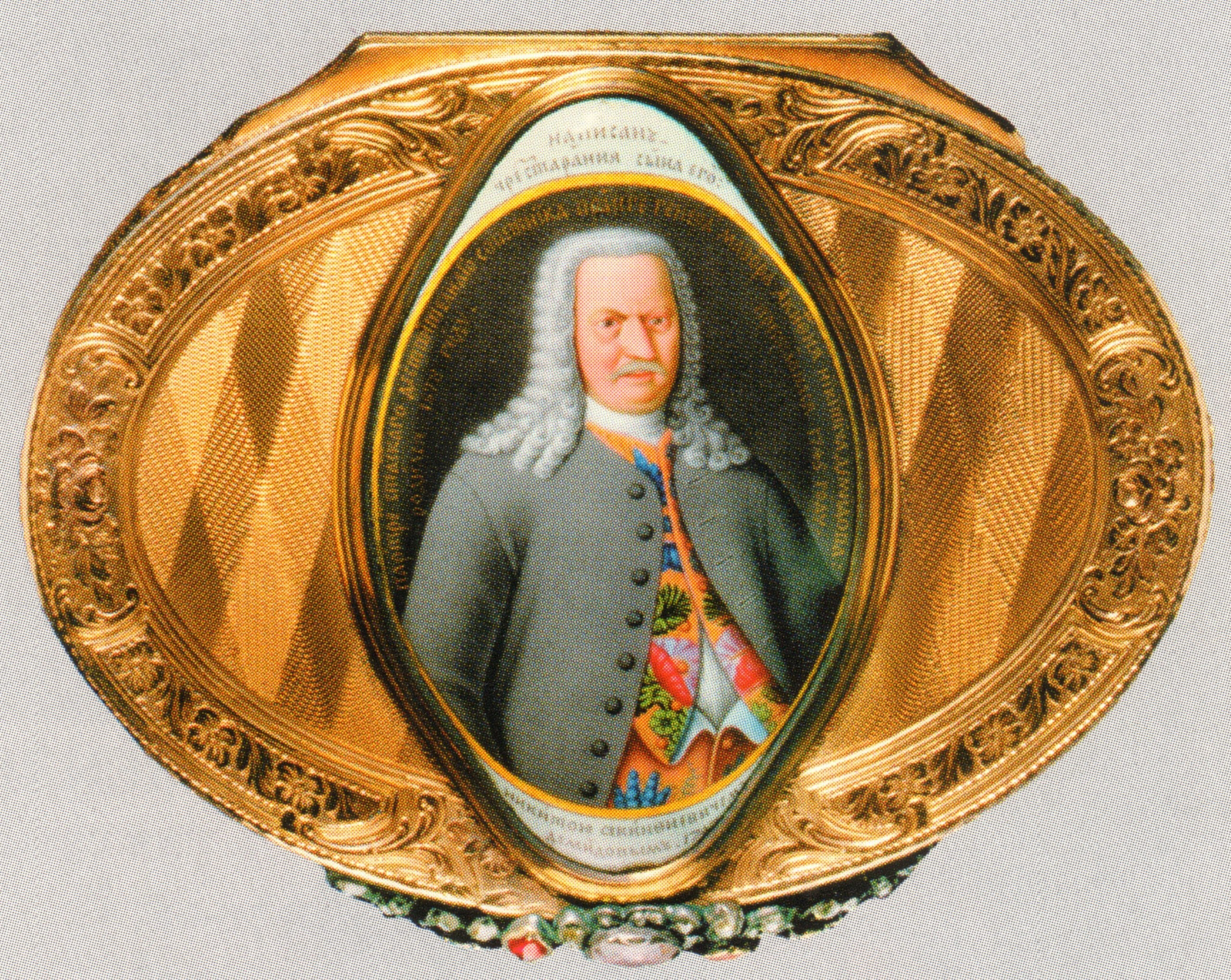
Портрет Акинфия Демидова (1745)

При Акинфии Никитиче хозяйство династии достигло зенита. О процветании его заводов можно судить по росту выплавки чугуна: если в 1766 году она составляла 392 тысячи пудов, то к концу столетия достигла 734 тысячи. В то время нижнетагильская группа заводов превысила по размерам производства все заводы, принадлежавшие Демидовым. Успехам способствовал новый подъём железоделательного производства в России во второй половины этого столетия из-за повышенного экспорта металла в Англию. Только у Демидовых за полвека продукция чугуна выросла почти в пять раз. К концу жизни Акинфий Никитич имел 25 заводов, на которых было занято 23755 душ мужского пола.
Как и его отец, Акинфий Демидов пытался использовать связи для получения исключительных прав или дополнительной выгоды. Он заручился поддержкой императорского фаворита Бирона, давая ему огромные денежные займы. Но, несмотря на его посредничество, предложение Демидова уплачивать казне всю подушную подать за уступку ему всех солеварен и повышение продажных цен на соль было отвергнуто.
В 1720 году Акинфий Демидов вместе с братьями и нисходящим потомством был возведён в потомственное дворянское достоинство, что было подтверждено в 1726 г. Екатериной I дипломом «с привилегией против других дворян ни в какие службы не выбирать и не употреблять».
Акинфий Никитич — создатель первой в России эталонной коллекции руд и минералов. Её ядром являлся минеральный кабинет немецкого химика и металлурга Иоганна Фридрика Генкеля, купленный во Фрайберге и пополненный образцами уральских и сибирских руд. После смерти Акинфия Демидова коллекция поступила в Московский университет.
В середине 1740-х годов, испытывая ностальгию, Акинфий захотел посмотреть на те места, где провёл детство и юность. Возвращаясь на уральские заводы, он достиг уже Камы, но, чувствуя себя нездоровым, пристал близ села Ицкое Устье Мензелинского уезда. Здесь 5 августа 1745 года Акинфий скончался в возрасте 67 лет. Погребён в Туле.

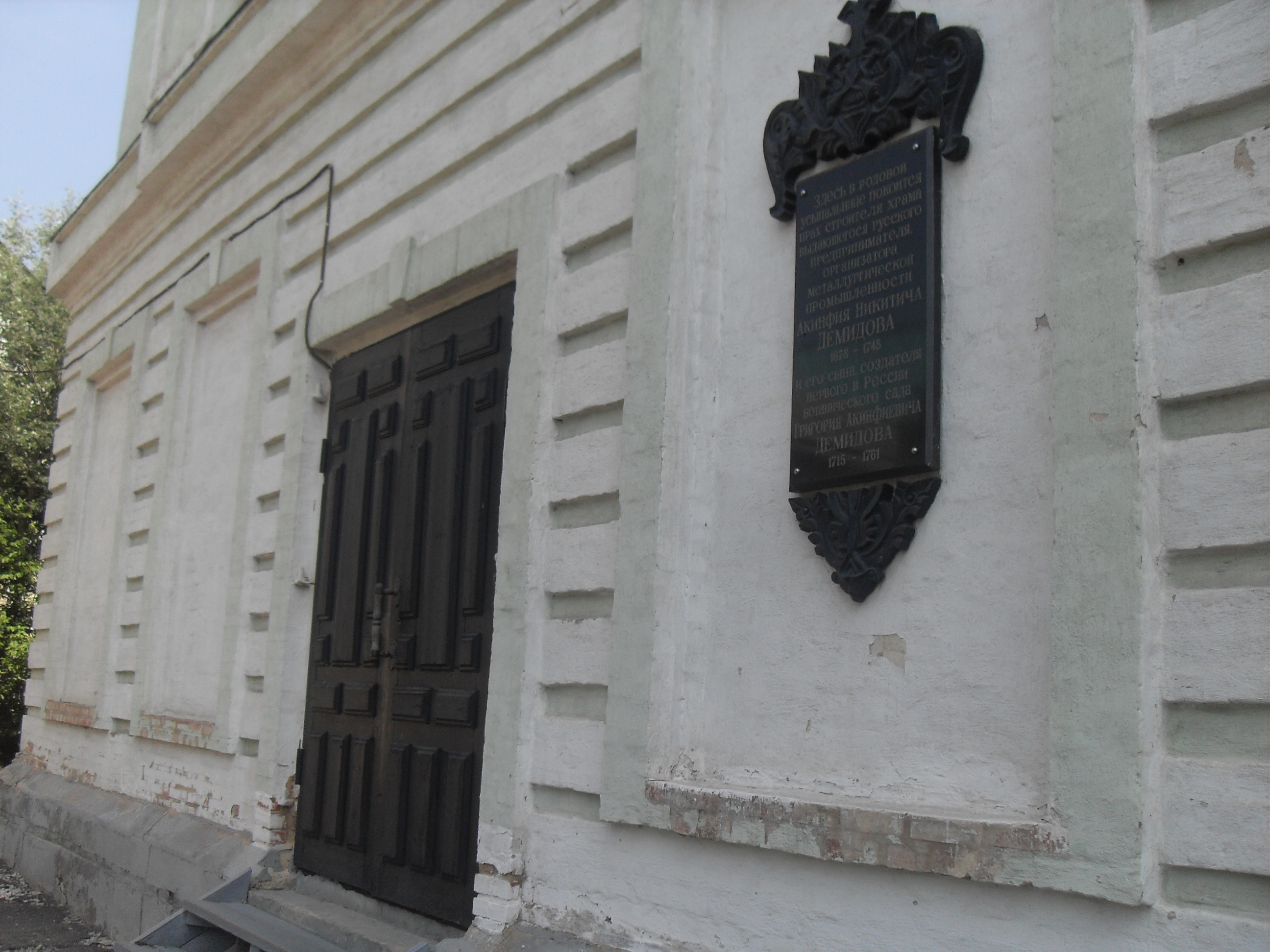
Вход в Некрополь Демидовых (усыпальница Акинфия Никитича Демидова и Григория Акинфиевича Демидова) в Туле

## Отношение к рабочим
Как и его отец, Акинфий не стеснялся в применении любых средств для достижения своих целей, в том числе и когда дело касалось вопроса управления на заводах. В ноябре 1702 года мастера, приехавшие на Невьянский завод из Москвы, жаловались, что заводчик жестоко обращается с ними и не полностью платит жалованье, и просили освободить их от работы на заводе. В челобитной 1704 года, поданной крестьянами на Демидова, говорится о том, что он бил насмерть плетьми крестьянина Максима Симбирца и его детей, держал их шесть недель в оковах и морил голодом. Жалобы на Демидова от крестьян поступали и в 1708 году и последующих годах, однако правительство, будучи заинтересованным лишь в бесперебойных поставках железа и вооружений с Демидовских заводов, практически все спускало заводчику с рук и никаким образом не препятствовало жестокому обращению с рабочими на его заводах.
Существует легенда о затоплении по приказу Демидова рабочих в подвале Невьянской башни, где было расположено производство фальшивых монет. Узнав о приезде ревизоров, Акинфий Демидов якобы затопил рабочих, прикованных цепями вместе с оборудованием, однако эта версия не нашла подтверждений.

## Благотворительная деятельность

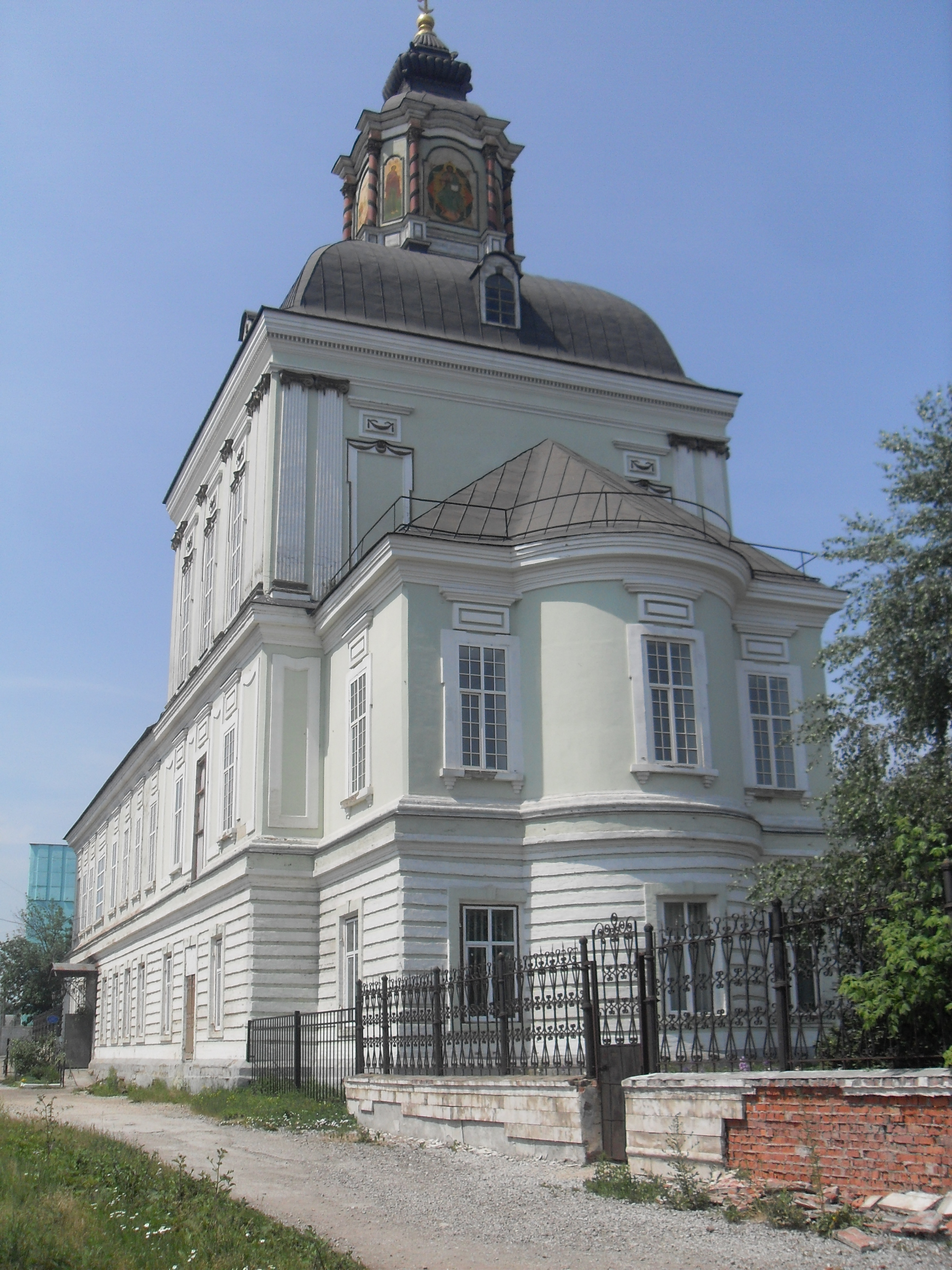
Николо-Зарецкий храм в Туле (построен на средства Акинфия Демидова)

Как многие купцы и промышленники, Акинфий осуществлял благотворительную деятельность. В частности на его деньги построен Николо-Зарецкий храм в Туле. В Николо-Зарецком храме располагается родовая усыпальница Демидовых (усыпальница Акинфия Никитича Демидова и Григория Акинфиевича Демидова). В настоящее время Николо-Зарецкий храм является действующим, а родовая усыпальница Демидовых является частью музейного комплекса.

## Семья
Был женат дважды. Первая жена Евдокия Тарасовна Коробкова, дочь тульского промышленника. Второй раз тоже на дочери тульского промышленника Евфимии Ивановне Пальцевой.
До взрослой жизни дожили три сына и три дочери. Дочери вышли замуж за туляков Т.М. Мосолова, В.Ф. Володимерова и И.М. Сердюкова.

## Конфликт из-за наследства

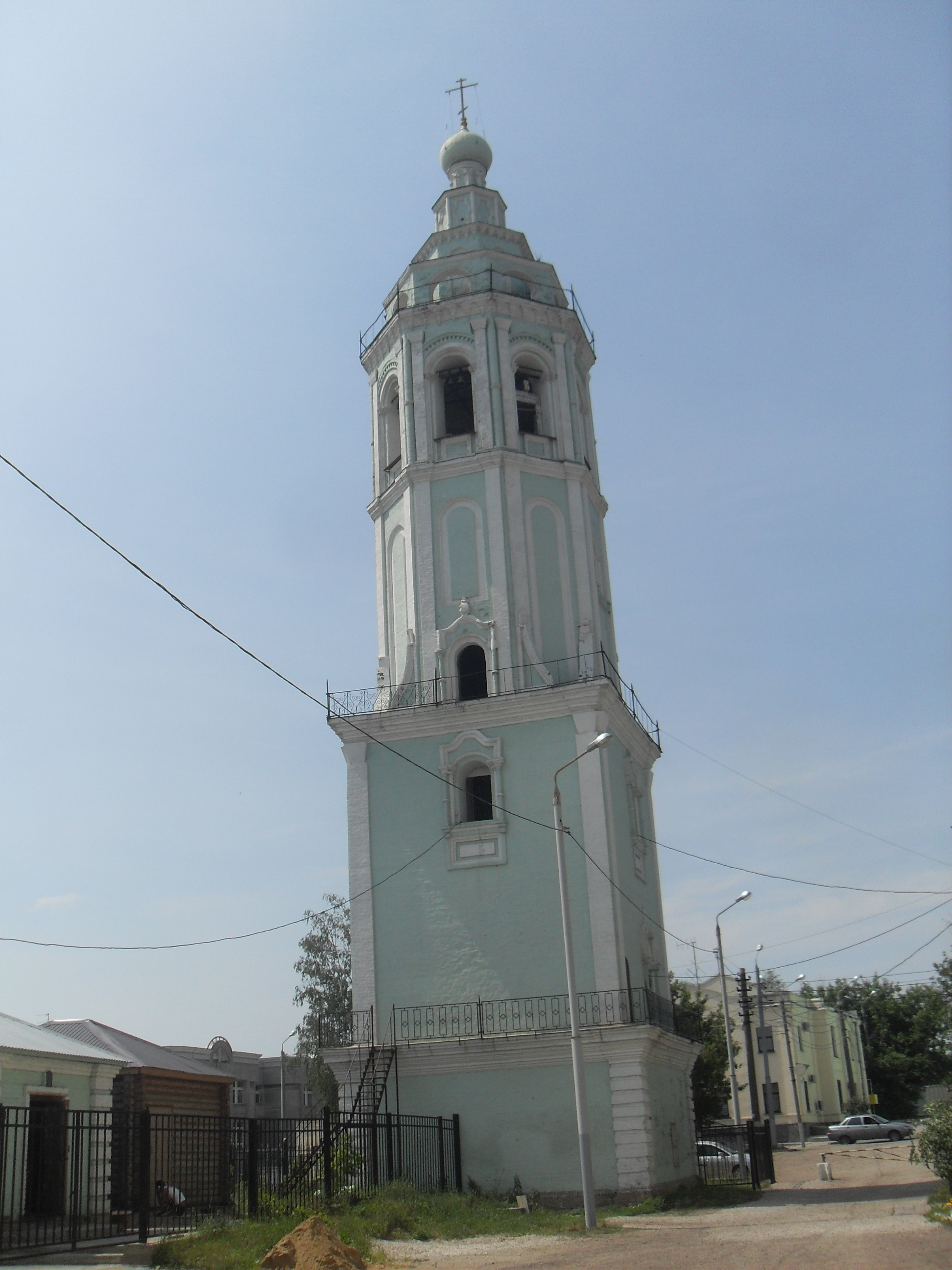
Колокольня Николо-Зарецкого храма в Туле (построен на средства Акинфия Демидова)

С именем Акинфия Никитича связан серьёзный конфликт в семье Демидовых. Дело в том, что в своём завещании, написанном под влиянием второй жены Ефимьи Ивановны Пальцевой, все заводы и большую часть капиталов он оставил своему младшему сыну — Никите Акинфиевичу (1724—1789). Старшим сыновьям Прокофию Акинфиевичу (1710—1786) и Григорию Акинфиевичу (1715—1761) были завещаны соляные копи и земельные владения в Казанской, Калужской, Нижегородской, Ярославской и Вологодской губерниях, но это было совсем не то, на что они надеялись.

По этому поводу Прокофий Акинфиевич, жалуясь на отца, писал графу Михаилу Илларионовичу Воронцову:

Учинил мой родитель между братьями разделение, которого от света не слыхано и во всех государствах того не имеется и что натуре противно. А именно пожаловал мне только из движимого и недвижимого 5000 рублей и более ничего, не только чем пожаловать, но и посуду всю обобрал и в одних рубахах спустил… Имею пропитание довольное, однако своего жаль.
Обиженные старшие сыновья подали прошение императрице Елизавете Петровне, в котором заявили о своём непризнании воли отца. По их требованию, одобренному императрицей, генерал-фельдмаршал А. Б. Бутурлин произвёл новый раздел имущества в соответствии с наследственным правом того времени, когда определёнными преимуществами пользовались именно старшие сыновья. По указу Берг-коллегии громаднейший «акинфиевский» промышленный комплекс был разделён между его сыновьями почти поровну на три части: Прокофию досталась Невьянская часть с пятью заводами и три нижегородских завода; Григорию — Ревдинская часть с тремя заводами, четыре завода в Приуралье и Тульский завод; Никите — Нижнетагильская часть с шестью заводами. Эпоха огромной демидовской империи закончилась.
Все алтайские рудники и заводы со всеми землями и работниками поступили в ведение Кабинета Её Императорского Величества (наследникам, правда, было выдано определённое вознаграждение). Найденное здесь серебро по распоряжению императрицы Елизаветы Петровны было использовано для изготовления раки св. Александра Невского в Петербурге. В 1746 году алтайские рудники Демидовых поступили в казну.